# KIRREL2
KIRREL2‏ (Kirre like nephrin family adhesion molecule 2) هوَ بروتين يُشَفر بواسطة جين KIRREL2 في الإنسان.